# Boulevard Émile Augier
Koordinaten: 48° 52′ N, 2° 16′ O
Der Boulevard Émile Augier ist eine 640 Meter lange und 9,5 Meter breite Straße im Quartier de la Muette des 16. Arrondissements von Paris.

## Lage
Der Boulevard beginnt an Nummer 2 der Rue d‘Andigné bzw. Nummer 10 der Chaussée de la Muette und endet an Nummer 3 der Place Tattegrain.

## Namensursprung

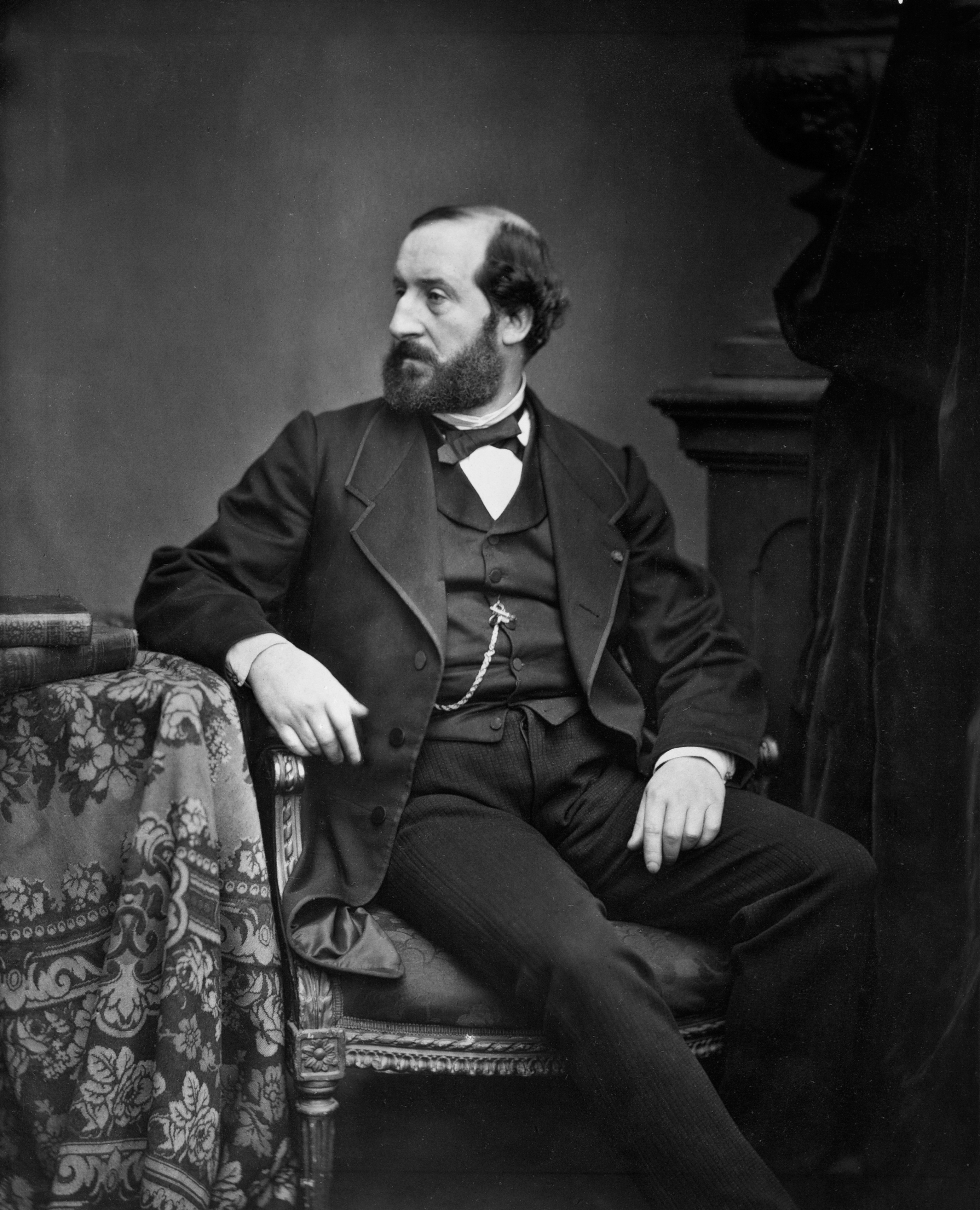

Die 1854 begonnene und 1900 fertiggestellte Straße wurde 1894 nach dem französischen Dramatiker, Lyriker und Librettist Émile Augier (1820–1889) benannt.

## Geschichte
Der Boulevard war ursprünglich Teil der Avenue de la Petite-Muette, die 1854 zwischen der Chaussée de la Muette und der Rue Gustave-Nadaud eröffnet wurde, um die Wohnungen der Rue Gustave-Nadaud anzubinden und ihr einen Zugang in die Rue de la Pompe zu geben; er wurde erst 1900 fertig.

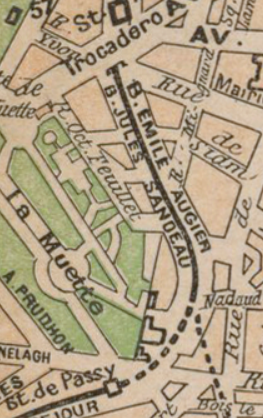
Plan des Boulevard von 1900
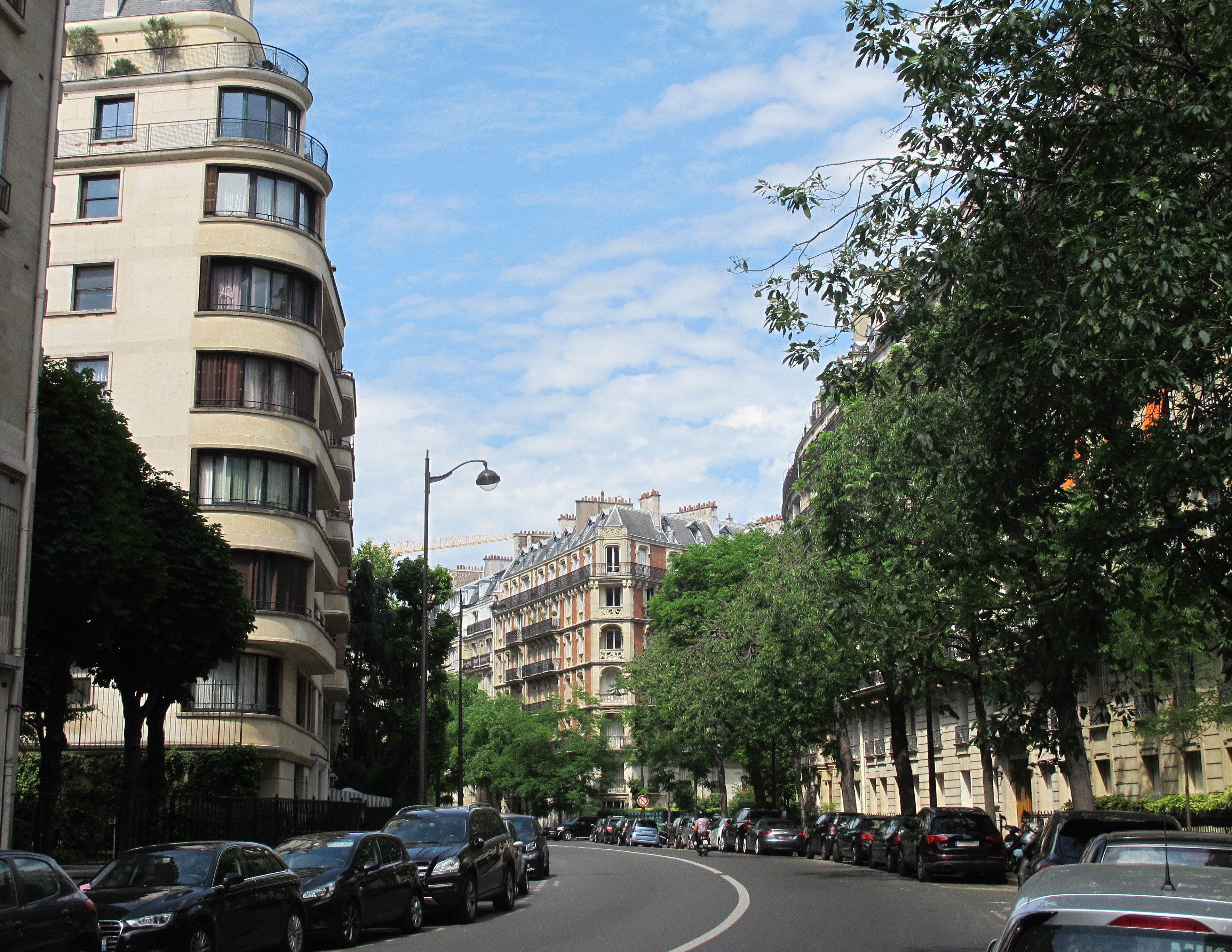

## Sehenswürdigkeiten
- Nr. 9: In der damaligen Avenue de la Petite Muette lebte die französische Schriftstellerin George Sand (1804–1876).[2]
- Nr. 18: Hier wohnte der Schriftsteller Jules Bois (1868–1943).[1]
- Nr. 36: Wohnung des französischen Politikers Joseph Fontanet (1921–1980), der am 1. Februar 1980 vor dem Haus erschossen wurde.[2][3]
- Nr. 48: Wohnung des Schriftstellers Edmond About (1828–1885),[1] nach dem die bei Nummer 46 abzweigende Rue Edmond About benannt ist.